# (6751) van Genderen
(6751) van Genderen est un astéroïde de la ceinture principale.

## Description
(6751) van Genderen est un astéroïde de la ceinture principale. Il fut découvert le 25 mars 1971 à l'observatoire Palomar par Cornelis Johannes van Houten, Ingrid van Houten-Groeneveld et Tom Gehrels. Il présente une orbite caractérisée par un demi-grand axe de 2,42 UA, une excentricité de 0,16 et une inclinaison de 4,6° par rapport à l'écliptique.
Il porte le nom de l'astronome néerlandais Arnout van Genderen (1936-).

## Compléments